# The Circle
A The Circle (magyarul: "A kör") a Bon Jovi együttes tizenegyedik albuma. 2009. November 10-én jelent meg, az album John Shanks közreműködésével készült. Az album nr. #1 volt számos országban, beleértve az USA-t is, ahol 163.000 példányt adtak el a kiadást követő első héten. A The Circle album visszatérést jelent a rock gyökereikhez a korábbi Nashville country stílust képviselő Lost Highway albumot követően. Ez volt az utolsó stúdióalbum is, amelyet a Mercury Recordsnál vettek

## A  felvétel és az elkészítés
A Rolling Stone magazinnak adott interjúban, a korábbi Bon Jovi gitáros Richie Sambora azt nyilatkozta, hogy az album visszatérés volt a "rock and roll"-hoz és "Vannak rajta nagy kórusok. A hangzás Bon Jovi, de frissnek hat. Sok új hangzást kipróbáltunk és nagyszerű volt együtt dolgozni John Shanks-el, aki egy kiváló gitáros is, tehát ő és én sok gitárakkordot végigpróbáltunk.Egy rakás igazán jó gitárhangzás van rajta és egy új típusú Bon Jovi hangulatot hozott az album, amely szerintem modernné teszi. Azt gondolom, hogy az emberek bele fognak szeretni, haver. És rockosan hangzik."
A brit Absolute Radio-nak adott interjúban Jon Bon Jovi elmondta, hogy az album címe többes jelentésű. "Arra a tényre alapozik, hogy a körnek sosincs vége és egyben a Bon Jovi belső körére is utal, kijelentve, hogy ebben a szervezetbe, ebbe a körbe nagyon nehéz bejutni és még nehezebb kikerülni innen."
A vezető dal, a "We Weren't Born To Follow" (magyarul: "Nem arra születtünk, hogy kövessünk másokat") utal azokra a nehéz időkre, amelyeket átéltünk a gazdasági válságban. A "Superman Tonight" (Ma Superman) második szólóként jelent meg amelyet harmadikként a "When We Were Beautiful" (Amikor gyönyörűek voltunk) követett, mindegyikhez videóklip készült. A "Work For The Working Man" (Munka a dolgozó kisemberért) című szám, amely önálló promóciós szólóként is megjelent, arról a DHL központról szólt, amelyik Ohióban zárt be. Az album hivatalos megjelenése előtt David Axelrod (Barack Obama elnök főtanácsadója) megkapta a "Work For The Working Man" c. szám dalszövegét bekereteztetve, amelyet kifüggesztett a Fehér-házi irodájában Washingtonban.
Az album az első olyan volt az 1988-as New Yersey óta, amelyik nem tartalmazott bónusz számot (az 1992-es Keep the Faith albumtól kezdve a 2007-es Lost Highway albumig az összes kiadás tartalmazott bónuszdalokat, amelyek nem voltak az amerikai kiadáson). Jon Bon Jovi kijelentette, hogy egy-két dal maradt le az albumról, amelyek majd bónuszszámok lehetnek egy későbbi Greatest Hits albumon.

## Az album kiadása és az értékelése
A "The Circle" album különféle kritikákat kapott. A Metalcritic szaklap 52 pontosra értékelte a 100-ból, amely "vegyes vagy átlagos véleményeket" tükrözött 10 szakmai beszámoló alapján. Stephen Thomas Erlewine a AllMusic-tól 2 csillagot adott az 5-ből, kijelentve, hogy a "túlméretezett kórusok trükkje hangsúlyos maradt a Bon Jovinál egy nyomasztó tartalommal vegyítve, emlékeztetve arra, hogy egykor egy működő zenekar voltak a dolgozó kisemberekért gazdag emberek helyett akik elkoptak a világban amely maga mögött hagyta őket". Gary Graff a Billboard-tól 4 csillagot adott az 5-ből kijelentve, hogy "a new jersey-i csapat visszatért a rock üzletágba a 11-ik studióalbumukkal." Whitney Pastorek az Entertainment Weekly-ben C minősítést adott az albumra, kijelentve, hogy "klisék és Jon fáradt hangja között az album fáradtan hangzik".
A MAHASZ listán a 11. helyet szerezte meg 2009-ben a magyar eladási piacon.

## Az album számai
- 01. "We Weren't Born to Follow" - 4:03
- 02. "When We Were Beautiful" - 5:18
- 03. "Work for the Working Man" - 4:03
- 04. "Superman Tonight" - 5:12
- 05. "Bullet" - 3:50
- 06. "Thorn In My Side" - 4:05
- 07. "Live Before You Die" - 4:18
- 08. "Brokenpromiseland" - 4:57
- 09. "Love's the Only Rule" - 4:38
- 10. "Fast Cars" - 3:16
- 11. "Happy Now" - 4:21
- 12. "Learn to Love" - 4:39